# بيتر فلايشمان
بيتر فلايشمان (بالألمانية: Peter Fleischmann)‏ هو كاتب سيناريو ومنتج أفلام ومخرج ألماني، ولد في 26 يوليو 1937 في تسفايبروكن في ألمانيا.

## وصلات خارجية
- بيتر فلايشمان على موقع IMDb (الإنجليزية)
- بيتر فلايشمان على موقع مونزينجر (الألمانية)
- بيتر فلايشمان على موقع ألو سيني (الفرنسية)
- بيتر فلايشمان على موقع تيرنر كلاسيك موفيز (الإنجليزية)
- بيتر فلايشمان على موقع أول موفي (الإنجليزية)
- بيتر فلايشمان على موقع قاعدة بيانات الأفلام السويدية (السويدية)
- بيتر فلايشمان على موقع قاعدة بيانات الفيلم (الإنجليزية)
- بيتر فلايشمان على موقع كينوبويسك (الروسية)